# Saint Philip (Barbados)
Saint Philip is een van de elf parishes van Barbados. De grootste plaats is Six Cross Roads.
Christ Church · Saint Andrew · Saint George · Saint James · Saint John · Saint Joseph · Saint Lucy · Saint Michael · Saint Peter · Saint Philip · Saint Thomas